# 231P/LINEAR-NEAT
231P/LINEAR-NEAT est une comète périodique du système solaire, plus précisément une comète quasi-Hilda. Elle fut découverte le 29 avril 2003 par les programmes NEAT et LINEAR.